# Sweethearts
 Sweethearts és una pel·lícula musical de 1938 dirigida per W.S. Van Dyke amb Jeanette MacDonald, Nelson Eddy i Frank Morgan.

## Argument
La història comença en ocasió del sisè aniversari d'una comèdia musical anomenada Sweethearts. Els dos personatges principals són dos esposos, Gwen Mallow (Jeanette MacDonald) i Ernest Lane (Nelson Eddy). Un productor de cinema voldria contractar-los per a una pel·lícula que serà rodada a Hollywood, però el productor de Sweethearts (Frank Morgan) és disposat a tot per retenir-los a Nova York.

## Repartiment
- Nelson Eddy: Ernest Lane
- Jeanette MacDonald: Gwen Marlowe/Mme Lane
- Frank Morgan: Felix Lehmann
- Ray Bolger: Hans
- Florence Rice: Kay Jordan, la secretària
- Reginald Gardiner: Norman Trumpett
- Mischa Auer: Leo Kronk
- Herman Bing: Oscar Engel
- George Barber: Benjamin Silver
- Fay Holden: Hannah, el guarda-roba d'actors
- Allyn Joslyn: Dink Rogers
- Lucile Watson: Sra. Marlowe
- Gene Lockhart: Augustus
- Kathleen Lockhart: Tia Amelia
- Berton Churchill: Sheridan Lane
- Raymond Walburn: Orlando Lane

I, entre els actors que no surten als crèdits:
- Jimmy Conlin: Un maquinista
- James Flavin: Un porter del 'Melody Theater'

## Premis i nominacions

### Premis
- Oscar honorífic 1939 per Oliver T. Marsh i Allen M. Davey

### Nominacions
- Oscar a la millor banda sonora per Herbert Stothart
- Oscar al millor so per Douglas Shearer

## Galeria

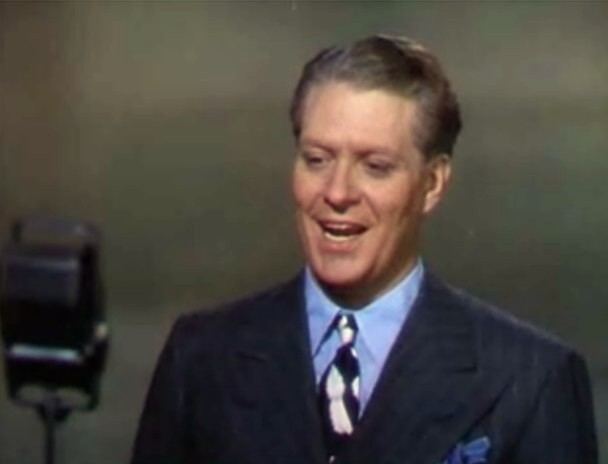
Nelson Eddy
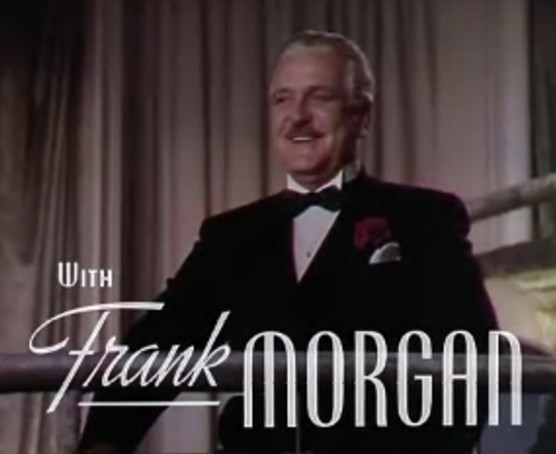
Frank Morgan
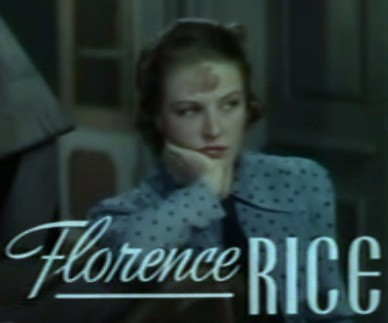
Florence Rice
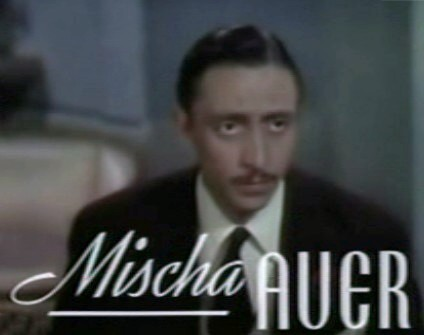
Mischa Auer
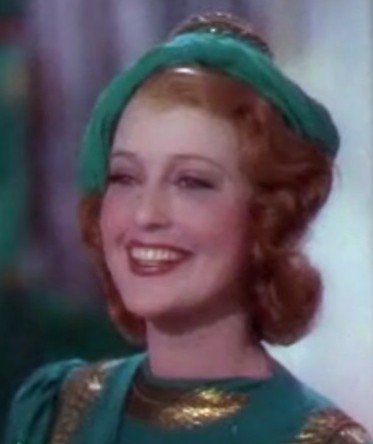
Jeanette MacDonald